# كارتونيتو (الشرق الأوسط وأفريقيا)
كارتونيتو الشرق الأوسط وإفريقيا (بالإنجليزية: Cartoonito Middle East and Africa) هي قناة تلفزيونية مدفوعة للأطفال، تابعة لشبكة وارنر براذرز ديسكفري. تبث القناة في الشرق الأوسط وشمال إفريقيا واليونان وقبرص وتركيا وجنوب وغرب إفريقيا. انطلقت كمجموعة برامجية في 12 أكتوبر 2011، قبل أن تُطلق كقناة مستقلة في 1 يوليو 2016، كانت تعرف باسم بوميرانغ منذ تأسيسها وحتى عام 2023، قبل أن تتحول إلى اسمها الحالي.

## التاريخ

### ضمن شبكة بوميرانغ
في 12 أكتوبر 2011، انطلق بث مخصص لمنطقة وسط وشرق أوروبا، يخدم كلاً من بولندا والمجر ورومانيا، مع توفير مسارات صوتية لكل دولة حسب لغتها بالإضافة إلى اللغة الإنجليزية. انضمّت العلامة التجارية الموجهة للأطفال ما قبل المدرسة إلى كلا البثّين كفقرة صباحية ومسائية. ورغم هذا التقسيم، استمرت قناة بوميرانغ في البث في عدة دول أوروبية مثل البرتغال وهولندا حتى عام 2015.

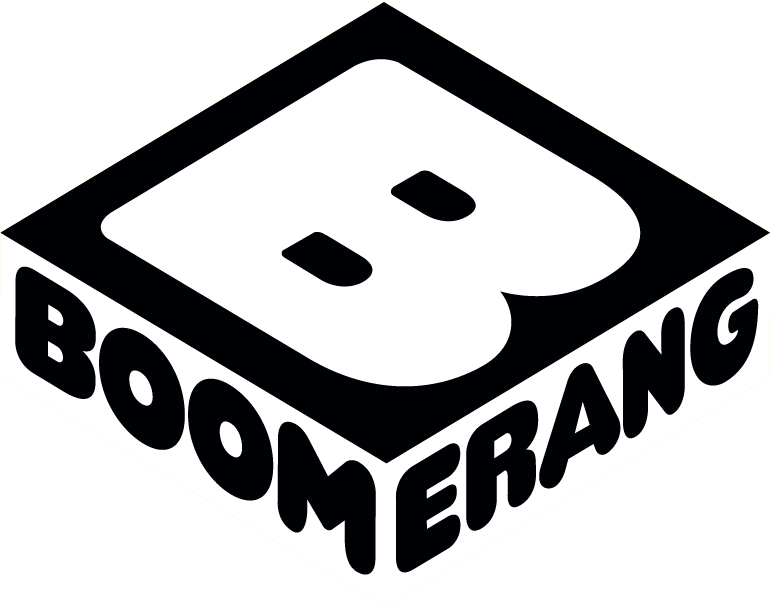
شعار بوميرانغ 2015–2023

في 14 يناير 2015، اعتمدت القناة علامتها التجارية الجديدة وأُعيدت تسميتها إلى (بوميرانغ أفريقيا).
وفي 1 يوليو 2016، أُطلق (بوميرانغ الشرق الأوسط وشمال أفريقيا) كبث رسمي للوطن العربي ليحل محل البث الأفريقي في مزوّدي التلفاز بالمنطقة، وكذلك في اليونان وقبرص. ويحتوي البث على جدول بث منفصل وقواعد رقابة خاصة، مع ثلاثة مسارات صوتية: الإنجليزية والعربية واليونانية. تحوّل بث (بوميرانغ أفريقيا) إلى صيغة شاشة عريضة بنسبة 16:9 في 21 سبتمبر 2016، وبدأ البث بتقنية HD في 4 مارس 2019.
في 3 ديسمبر 2018، أنطلقت كارتونيتو كفقرة بعد الظهر على كرتون نتورك تركيا، حيث كان يُعرض يومياً من الساعة 12:00 ظهراً حتى 3:30 مساءً بالتوقيت المحلي. ومع إعادة طرحه عالمياً، انطلقت فقرة كارتونيتو أيضاً على بوميرانغ في 5 سبتمبر 2022.

### كقناة كارتونيتو
في أفريقيا، أصبحت كارتونيتو تعرض كفقرة صباحية يومية (كانت في السابق صباحية ومسائية) اعتباراً من 12 أكتوبر 2011. انتهت الفقرة الأصلية في 1 يناير 2014، لكنها عادت في 4 أبريل 2022 كجزء من إعادة إطلاقها في مايو 2021.
في 8 فبراير 2023، أُعلنت كارتونيتو أنها ستتحوّل إلى قناة كاملة بدوام كامل لتحل محل بوميرانغ ابتداءً من 25 مارس.
في 22 يونيو 2023، أعلنت جهات البث في القناة أن بوميرانغ في منطقة الشرق الأوسط وشمال أفريقيا ستُعاد تسميتها إلى كارتونيتو ابتداءً من 4 سبتمبر 2023، إلى جانب نسختيها في تركيا وإسكندنافيا.
في 9 أكتوبر 2024، اندمج البث التركي مع بث الشرق الأوسط وشمال أفريقيا ضمن استراتيجية شركة وارنر براذرز ديسكفري لتخفيض التكاليف. ومع ذلك، بقي الشعار معروضاً على الشاشة والإعلانات التركية وتصنيف الأعمار كما هي.

## البرامج

### البرامج الحالية

#### برامج أصلية
- بيبي لوني تونز
- باتويلز
- بنّاؤو باغز باني
- لامبوت

#### برامج مُقتناة
- مغامرات البطريق الصغير
- كوكوميلون
- مزرعة الديناصورات
- سامي رجل الإطفاء (الشرق الأوسط وشمال أفريقيا فقط)
- تود وأصدقاؤه
- لو ورفاق المرح
- غريزي والليمنغز
- إيلا بين النجوم
- كيكومبا
- كينغدوم فورس
- أساطير سبارك
- لوكاس العنكبوت
- ماشا والدب
- حكايات ماشا
- ميشا بيلدرز
- مايتي مايك
- مولي
- مستر بين
- موش موش والماشبلز
- توماس والأصدقاء: هيا ننطلق
- زيج وشاركو

### بعض البرامج القديمة
- لايزي تاون
- مغامرات تشاك والأصدقاء
- بانانا في البيجاما
- باوند بابيز
- جيلي جام
- كابتن كريم وقطار الحكايات
- بيبي لوني تيونز
- بينغو
- هاها هيريز
- جوجو بطل الحكاية
- كريبتو الكلب العجيب
- جرو اسمه سكوبي دو
- أبناء توم وجيري
- عرض توم وجيري
- جديد لوني تونز
- مستر بين
- دورثي وعجائب مدينة أوز
- سامي رجل الإطفاء
- الكلب بات
- تافي
- عائلة الهابو
- مايك القوي
- 44 كاتس
- سباقات مضحكة
- يابا دابا ديناصور

## وصلات خارجية
- القناة الرسمية لكارتونيتو الشرق الأوسط على اليوتيوب
- القناة الرسمية لكارتونيتو إفريقيا على اليوتيوب